# Albert Kurzwernhart
Albert Kurzwernhart OSB (* als Maximilian Kurzwernhart am 16. Oktober 1914 in Linz, Österreich; † 19. Januar 1993) war ein österreichischer römisch-katholischer Ordenspriester. Von 1962 bis 1984 leitete er als Abt das Stift Seitenstetten.

## Leben
Kurzwernhart absolvierte seine theologischen Studien an der Universität Salzburg, an der Universität Wien studierte er Geschichte. 1933 trat er in das Noviziat von Stift Seitenstetten ein, wo er den Ordensnamen Albert erhielt und am 15. August 1934 die einfache Profess ablegte. Im Anschluss an seine ewige Profess empfing er am 9. Juli 1939 in Seitenstetten die Priesterweihe. Nachdem Kurzwernhart vom Kriegsdienst während des Zweiten Weltkriegs ins Stift zurückgekehrt war, war er von 1950 bis 1960 Präfekt der Sängerknaben und Professor am Stiftsgymnasium Seitenstetten, dessen Leitung er von 1961 bis 1962 übernahm.
Am 20. September 1962 wählte der Konvent von Stift Seitenstetten Kurzwernhart zu ihrem Abt. Er folgte Aegid Decker nach, der das Stift seit 1958 leitete. In seine Amtszeit fiel die umfangreiche Renovierung der Stifts- und Pfarrkirche von Seitenstetten, wobei der barocke Gesamteindruck durch die Freilegung der übertünchten Gemälde wiederhergestellt wurde. Kurzwernhart resignierte 1984.